# Metropolia di Lero, Calimno e Stampalia

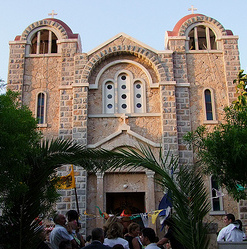
La cattedrale di Lero.

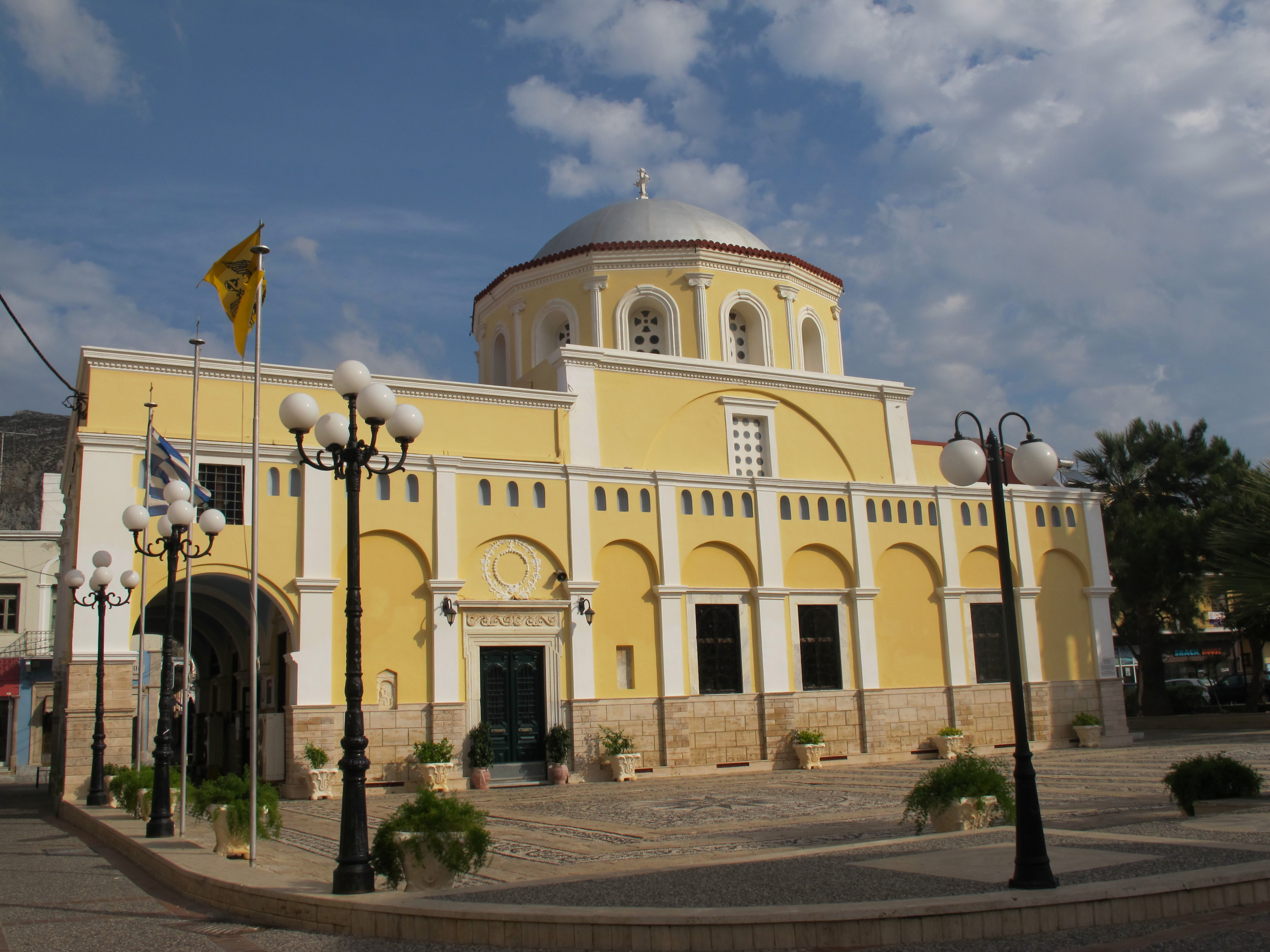
La cattedrale della Trasfigurazione di Calimno.

La metropolia di Lero, Calimno e Stampalia (in greco Ιερά Μητρόπολης Λέρου, Καλύμνου και Αστυπαλαίας?, Ierá Mitrópolīs Lérou, Kalymnou kai Astypalaias) è una diocesi del patriarcato ecumenico di Costantinopoli nel Dodecaneso.
Dal 21 maggio 2005 il metropolita è Paisio Aravantinos.

## Territorio
La metropolia comprende le isole di Lero, Calimno, Stampalia, Pserimos, Telendos e altre isole minori, alcune disabitate, nel Dodecaneso.
Sede del metropolita è la località di Aghia Marina (comune di Lero), sulla costa orientale dell'isola, dove si trova la cattedrale della Trasfigurazione.
Nel 2004 la metropolia comprendeva 40 parrocchie, 20 chiese monastiche e più di 700 cappelle e altri luoghi di culto.

## Storia
Lero è un'antica sede vescovile della Grecia, suffraganea dell'arcidiocesi di Rodi nel patriarcato di Costantinopoli.
È probabile che il cristianesimo sia arrivato ben presto su Lero e le altre isole del Dodecaneso. La sede episcopale tuttavia è attestata per la prima volta solo verso la metà del VI secolo con il vescovo Giovanni, presente al secondo concilio di Costantinopoli del 553. Sono pochi gli altri vescovi noti nel primo millennio cristiano: due di questi, Sergio e Giuseppe, presero parte ai concili ecumenici di Nicea (787) e di Costantinopoli (870).
Il resto della serie episcopale di Lero è molto deficitaria. Nel secondo millennio si conosce solo una decina di nomi di vescovi dall'XI secolo fino a metà del XVIII secolo e solamente dal vescovo Ignazio I (1756-1800) la cronotassi di Lero è completa fino ai giorni nostri. Probabilmente durante l'occupazione latina delle isole del Dodecaneso (XIII secolo - 1527/1528) i vescovi greci delle isole furono sostituiti da prelati di rito latino.
La diocesi di Lero è documentata in tutte le Notitiae Episcopatuum del patriarcato di Costantinopoli fino al XV secolo, suffraganea di Rodi. Nell'ultima Notitia conosciuta, che risale ai primi decenni del XV secolo, la diocesi è rimasta l'unica suffraganea di Rodi ed è nota con il nome di Lerne, che avrà fino alla seconda metà dell'Ottocento.
In alcune Notitiae del IX e X secolo è documentata, tra le suffraganee di Rodi, anche la diocesi di Stampalia, di cui tuttavia non è noto alcun vescovo. Non si conosce la sorte di questa sede fino al 1580/1584, quando Stampalia, che forse all'epoca faceva parte della diocesi di Lero, entrò a far parte di un esarcato patriarcale assieme alle isole di Samo, Icaria e Psara. Negli anni 1610-1621 Stampalia fu annessa nuovamente alla diocesi di Lero, ma in seguito fece ancora parte di esarcato patriarcale assieme ad altre isole fino al 1746, quando fu ceduta alla diocesi e poi metropolia di Sifanto; nel 1838 l'isola ritornò definitivamente alla diocesi di Lero.
Nel 1602 un atto patriarcale decise la cessione alla diocesi di Lero delle isole di Calimno, Amorgo e Serfanto, a cui si aggiunse, come abbiamo visto, anche l'isola di Stampalia nel 1610. Di queste isole rimase unita alla diocesi di Lero solo quella di Calimno e, dal 1838, quella di Stampalia.
Il 24 novembre 1888 la sede di Lero fu elevata al rango di metropolia con il nome di «metropolia di Lero e Calimno». Nel 1907 la metropolia occupava il 73º posto sulle 84 metropolie del patriarcato di Costantinopoli.
Nel 1912 il Dodecaneso divenne colonia italiana, e il governo spinse per una autonomia ecclesiastica dell'intero arcipelago da Costantinopoli. Diversi tentativi furono messi in atto, soprattutto da parte del metropolita Apostolo di Rodi e dell'omonimo metropolita di Lero e Calimno, Apostolo Kabakopoulos. Gli abitanti di Calimno colsero l'opportunità del momento per chiedere a gran voce l'autonomia ecclesiastica da Lero e l'erezione della loro isola a metropolia indipendente. Queste iniziative fallirono e portarono alle dimissioni di tutti i vescovi delle isole del Dodecaneso, le cui diocesi rimasero vacanti dal 1946 circa al 1951.
Dal 1937 al 1947 l'isola di Calimno fu annessa alla metropolia di Coo. Nel 1951 il titolo di Stampalia fu aggiunto a quello della metropolia di Lero e Calimno, e la sede ha mutato il proprio in quello attuale. I metropoli portano il titolo di «ipertimo e esarca delle isole Sporadi».

## Cronotassi
Sono pochi i vescovi conosciuti di questa metropolia greca. La serie episcopale è completa solo a partire da Ignazio I (1756-1800).
- Giovanni I † (menzionato nel 553)
- Epitimeto ? † (V/VI secolo)[4]
- Eusebio ? † (V/VI secolo)[5]
- Giovanni II † (V/VI secolo)[6]
- Sergio † (menzionato nel 787)
- Giuseppe † (menzionato nell'870)
- Costantino I † (prima del 1157 - dopo il 1158)
- Costantino II † (menzionato nel 1187)
- Nilo † (documentato tra il 1258 e il 1272)
- Gerasimo † (menzionato nel 1273)
- Callisto † (prima del 1576 circa - 1º gennaio 1584 deceduto)
- Simeone I † (? - 24 dicembre 1603 deceduto)
- Filoteo † (? - 8 maggio 1635 deceduto)
- Pacomio † (menzionato nel 1643)
- Simeone II † (prima del 1717 - dopo il 1720/1730)
- Ignazio I † (19 maggio 1756 ordinato - gennaio 1800 deceduto o dimesso)
- Ignazio II Karlabas † (gennaio 1800 - dicembre 1818 deceduto)
- Geremia † (gennaio ? 1819 - prima di luglio 1844 deceduto)
- Dionisio † (luglio 1844 - 1863 deceduto)
- Ignazio III Oikonomides † (22 maggio 1863 - 1870 deceduto)
- Macario † (2 aprile 1870 - 1875 dimesso)
- Daniele Kephalianos † (7 marzo 1875 - 3 luglio 1888 deceduto)
- Crisante † (20 ottobre 1888 - 26 luglio 1894 eletto metropolita di Coriza)
- Antimo Tsatsos † (21 luglio 1894 - 1º febbraio 1895 eletto patriarca di Costantinopoli)
- Sofronio Crestidis † (23 febbraio 1895 - 29 maggio 1897 eletto metropolita di Nicea)
- Giovanni Chatzeapostolou † (29 maggio 1897 - 8 agosto 1903 eletto metropolita di Kassandra)
- Germano Theotokas † (8 agosto 1903 - 1918 deceduto)
- Apostolo Kabakopoulos † (6 settembre 1918 - 1946 dimesso)
  - Sede vacante (1946-1950)[7]
- Isidoro Aedonopoulos † (23 novembre 1950 - 19 maggio 1983 deceduto)
- Nectario Emmanuele Chatzemichalis † (24 maggio 1983 - 16 maggio 2005 dimesso)
- Paisio Aravantinos, dal 21 maggio 2005